# Hungler János
Hungler János, Hunyadi (Budapest, 1900. december 19. – Budapest, Ferencváros, 1970. március 24.) válogatott labdarúgó, hátvéd, műszaki tisztviselő. A sportsajtóban Hungler II néven volt ismert. Bátyja, József és öccse, Imre szintén a Ferencvárosban futballoztak.

## Családja
Hungler Imre és Samu Anna fiaként született, római katolikusnak keresztelték. 1924. május 29-én Budapesten, a Ferencvárosban feleségül vette a tenkei születésű izraelita Jellinek Ilona Margitot. Megállapodás szerint a születendő gyermekek az apa vallását követték.

## Pályafutása

### Klubcsapatban
1920-ban mutatkozott be az FTC csapatában. 1932-ig a Ferencvárosban összesen 446 mérkőzésen szerepelt (207 bajnoki, 195 nemzetközi, 44 hazai díjmérkőzés) és 9 gólt szerzett (7 bajnoki, 2 egyéb). 1930-ban az amerikai Fall River csapatának európai túráján szerepelt a tengerentúli csapatban. A Ferencvárosban 1932-ben lépett újra pályára, mikor a csapatnak hátvédgondjai voltak.

### A válogatottban
1920 és 1928 között 8 alkalommal szerepelt a válogatottban.

## Sikerei, díjai
- Magyar bajnokság
  - bajnok: 1925–26, 1926–27, 1927–28, 1933–34
  - 2.: 1921–22, 1923–24, 1924–25, 1928–29, 1929–30
  - 3.: 1919–20, 1920–21, 1922–23, 1932–33
- Magyar kupa
  - győztes: 1922, 1927, 1928, 1933
- Közép-európai kupa (KK)
  - győztes: 1928

## Statisztika

### Mérkőzései a válogatottban
| Magyarország | Magyarország         | Magyarország              | Magyarország  | Magyarország | Magyarország  | Magyarország | Magyarország | Magyarország |
| #            | Dátum                | Helyszín                  | Hazai         | Eredmény     | Vendég        | Kiírás       | Gólok        | Esemény      |
| ------------ | -------------------- | ------------------------- | ------------- | ------------ | ------------- | ------------ | ------------ | ------------ |
| 1.           | 1920. október 24.    | Berlin, Deutsches Stadion | Németország   | 1 – 0        | Magyarország  | barátságos   | -            |              |
| 2.           | 1921. április 24.    | Bécs, Simmering-pálya     | Ausztria      | 4 – 1        | Magyarország  | barátságos   | -            |              |
| 3.           | 1923. október 28.    | Budapest, Üllői úti pálya | Magyarország  | 2 – 1        | Svédország    | barátságos   | -            |              |
| 4.           | 1925. szeptember 20. | Budapest, Üllői úti pálya | Magyarország  | 1 – 1        | Ausztria      | barátságos   | -            |              |
| 5.           | 1925. október 4.     | Budapest, Üllői úti pálya | Magyarország  | 0 – 1        | Spanyolország | barátságos   | -            | 38'          |
| 6.           | 1927. április 10.    | Budapest. Üllői úti pálya | Magyarország  | 3 – 0        | Jugoszlávia   | barátságos   | -            | 54'          |
| 7.           | 1927. április 24.    | Prága, Sparta-pálya       | Csehszlovákia | 4 – 1        | Magyarország  | barátságos   | -            |              |
| 8.           | 1928. március 25.    | Budapest. Üllői úti pálya | Magyarország  | 2 – 1        | Jugoszlávia   | barátságos   | -            |              |
|              | Összesen             |                           |               | 8            | mérkőzés      |              | 0            | gól          |